# 郭坤宇
郭坤宇，复旦大学数学科学学院教授，主要从事算子理论和算子代数、无穷维空间的几何与分析等方面的研究工作。入选中华人民共和国教育部第八批"长江学者"特聘教授。